# Garry (Vorname)
Garry ist ein männlicher Vorname, der vor allem im englischen Sprachraum vorkommt. Er ist eine Variante des altenglischen Gary mit der Bedeutung Speer(träger).

## Namensträger
- Garry Birtles (* 1956), englischer Fußballspieler und -trainer
- Garry Bocaly (* 1988), französischer Fußballspieler
- Garry Bushell (* 1955), englischer Journalist, Fernsehmoderator und Kolumnist
- Garry Cook (* 1958), britischer Leichtathlet und Olympiateilnehmer
- Garry Davis (1921–2013), US-amerikanischer Friedensaktivist
- Garry De Graef (* 1974), belgischer Fußballspieler
- Garry Disher (* 1949), australischer Schriftsteller
- Garry Fischmann (* 1991), deutscher Fernseh- und Musicaldarsteller
- Garry Marshall (1934–2016), US-amerikanischer Filmregisseur und Schauspieler
- Garry McCoy (* 1972), australischer Motorradrennfahrer
- Garry Monahan (* 1946), kanadischer Eishockeyspieler
- Garry O’Connor (* 1983), schottischer Fußballspieler
- Garry Shandling (1949–2016), US-amerikanischer Schauspieler und Komiker
- Garry Sharpe-Young (1964–2010), britischer Musikjournalist
- Garry Trudeau (* 1948), US-amerikanischer Cartoonist und Comicautor
- Garry Unger (* 1947), kanadischer Eishockeyspieler
- Garry Walker (* 1974), schottischer Dirigent
- Garry Winogrand (1928–1984), US-amerikanischer Fotograf